# Маккей, Чарльз
Чарльз Маккей (англ. Charles Mackay, 27 марта 1814 года — 24 декабря 1889 года) — британский поэт, журналист, автор книг и песен.

## Биография
Чарльз Маккей родился 27 марта 1814 года в городе Перт, Шотландия. Его мать умерла вскоре после его рождения, а отец служил в пехоте, а затем был морским офицером. Чарльз получил образование в Королевской Каледонской школе в Лондоне и в дальнейшем в Брюсселе, но большую часть своей молодости провёл во Франции.
Оказавшись в Лондоне в 1834 году, он занимается журналистикой, работает в «Morning Chronicle» с 1835 по 1844 год. В 1848 году Маккей переходит на работу в газету «The Illustrated London News» и в 1852 году становится её главным редактором.
В 1834 году Чарльз публикует сборник «Песни и стихи». В 1841 году он выпускает свой самый известный, ставший классическим труд о массовых маниях «Наиболее распространённые заблуждения и безумства толпы». Из-под его пера выходят книга «История Лондона» и исторический роман о первобытной Англии «Longbeard» (1850).
Его дочь Мэри Маккей известна как писательница Мария Корелли.